# Galaxy Trucker
Galaxy Trucker je česká hra pro mobilní zařízení z roku 2014. Jedná se o předělávku stejnojmenné deskové hry z roku 2007. Hra vyšla pro iOS a Android. Hra získala na serveru Board Game Geek několik ocenění včetně prvního místa v kategorii volba čtenářů. Redakce Games.cz zvolila tuto hru nejlepší českou hrou roku 2014. Přitom ocenila technické zpracování, multiplayer a znovuhratelnost.
Dne 7. března 2019 byl titul vydán v rozšířené edici, Galaxy Trucker: Extended Edition, na Steamu na osobních počítačích s macOS a Windows. Edice obsahuje vedle základní hry i rozšíření Alien Technologies.

## Hratelnost
Hra se skládá ze dvou částí. V první buduje hráč svou loď z potrubí a jiného instalatérského materiálu, aby ji připravil co nejlépe na cestu. Druhou částí je samotná cesta, kdy se hráč snaží dorazit do cíle, ztratit co nejméně částí lodě a přitom ukořistit nějaké zboží či vydělat peníze. Musí však čelit různým nástrahám jako roj asteroidů, piráti atd. Hra nabízí nelineární kampaň, samostatnou hru, kdy lze hrát proti počítači a nebo i proti skutečným hráčům. Lze si vybrat budování lodi v reálném čase či tahové.

## Přijetí
| Agregátor  | Skóre       |
| ---------- | ----------- |
| Metacritic | PSP: 88/100 |

| Udělil       | Skóre  |
| ------------ | ------ |
| Games.cz     | 9/10   |
| 4Players     | 9/10   |
| Pocket Gamer | [ 12 ] |
| TouchArcade  | [ 13 ] |